# Pachyphyllum cyrtophyllum
Pachyphyllum cyrtophyllum är en orkidéart som beskrevs av Rudolf Schlechter. Pachyphyllum cyrtophyllum ingår i släktet Pachyphyllum och familjen orkidéer.
Artens utbredningsområde är Bolivia. Inga underarter finns listade i Catalogue of Life.